# 杨凯莉
杨凯莉（1997年7月11日—），网名莉哥，中国内地女歌手、网络主播。凭借一首《让我做你的眼睛》走红网络。现就读于上海戏剧学院继续教育学院。

## 经历
2016年，毕业于丰台职高的杨凯莉成为一名淘宝美工，主要负责圖像處理工作。但因工作压力大，她转行做一名网络红人，先后入驻了快手、抖音视频平台，以分享短视频、发起网络直播为主。
2018年5月底，杨凯莉先前在抖音发布的一个自己演唱歌曲《让我做你的眼睛》的视频在网络上走红。她的知名度得到了较大的提高，微博、抖音粉丝也大幅度增长。
2018年6月7日，推出首张个人EP《让我做你的眼睛》；
7月11日，发行歌曲《念念不忘》。
2018年7月中下旬，参加中央电视台综艺频道节目《暑期好味到》，担任嘉宾。9月7日，入驻虎牙直播。
2020年，进入上海戏剧学院继续教育学院学习表演专业。

## 争议
2018年10月7日晚，杨凯莉在虎牙TV直播时将中华人民共和国国歌作为自己的“网络音乐会”的“开幕曲”，并以嬉皮笑脸的方式演绎。网民认为这一做法不尊重国歌，并将其举报。10月9日，虎牙平台將其账号做了封禁处理，杨凯莉本人随后在新浪微博發表道歉声明，承认自己的行为低级愚蠢。10月13日晚，上海市公安局静安分局通过官方微博发布消息，表示已依法对杨凯莉处以行政拘留5日。杨凯莉的抖音短视频作品和音乐作品也全部下架。